# Leif Groop
Leif Christer Groop, född 1 juli 1947 i Övermark, är en finländsk läkare, specialist i invärtes medicin och endokrinologi, och professor vid Lunds universitet.
Groop avlade läkarexamen vid Berns universitet i Schweiz, som hade ett avtal med Finland om att utbilda läkare, och arbetade därefter inom närsjukvården i Närpes. Han blev medicine och kirurgie doktor 1981 och är sedan 1993 verksam som överläkare och professor i endokrinologi vid Lunds universitet.
Groop har gjort insatser inom forskning över orsakerna till typ 2-diabetes. Som ledare för den så kallade Botnia-undersökningen har han forskat i olika genetiska och metaboliska aspekter vid diabetes. Han har identifierat ett flertal gener som bidrar till uppkomsten av sjukdomen och har påvisat dess stora heterogenitet.
Sedan 2011 är han ledamot av Kungliga Vetenskapsakademien. Till hans ära instiftades 2016 The Leif C. Groop award for diabetes research, ett årligt pris för unga diabetesforskare.

## Priser och utmärkelser
- 2013 – Fernströmpriset[4]
- 2014 – Matti Äyräpää-priset[5]
- 2014 – Söderbergska priset i medicin[6]